# Andrei Alexandrowitsch Kusnezow
Andrei Alexandrowitsch Kusnezow (russisch Андре́й Алекса́ндрович Кузнецо́в, englisch Andrey Alexandrovich Kuznetsov; * 22. Februar 1991 in Tula, Russische SFSR, Sowjetunion) ist ein russischer Tennisspieler.

## Karriere
Kusnezow, der seit seiner Kindheit von seinem Vater Alexander trainiert wurde, gewann 2009 während seiner Juniorenkarriere die Einzelkonkurrenz von Wimbledon. Anschließend nahm er den dritten Platz der Juniorenweltrangliste ein. Ein Jahr später erhielt er wegen des Titelgewinns eine Wildcard für das Hauptfeld in Wimbledon, wo er knapp in fünf Sätzen dem gesetzten Rumänen Victor Hănescu unterlag.
Auf der ATP Tour debütierte er 2009 in Moskau, schied jedoch in der Auftaktrunde gegen Fabrice Santoro aus. Eine Woche später gewann er in St. Petersburg sein erstes Match auf der ATP Tour gegen den damaligen Top-100-Spieler Marcel Granollers aus Spanien.
In Posen erreichte er 2010 das erste Mal ein Finale auf der Challenger Tour, das er gegen Denis Gremelmayr verlor. In Casablanca stand Kusnezow im Viertelfinale auf der ATP Tour, er verlor dieses Match gegen Victor Hănescu. Seinen ersten Titel auf der Challenger Tour gewann Kusnezow im April 2012. Im Finale von Neapel besiegte er den Franzosen Jonathan Dasnières de Veigy in zwei Sätzen. In diesem Jahr folgten drei weitere Challenger-Titel in Todi, Trnava und Lermontow. Durch diese Erfolge platzierte er sich erstmals unter den Top 100 der Tennisweltrangliste, was er jedoch im Folgejahr aufgrund durchwachsener Leistungen nicht halten konnte.
Bei der Sommer-Universiade 2013 trat er gemeinsam mit Jelena Wesnina im Mixed-Doppel an. Sie spielten sich bis ins Finale, wo sie gegen das japanische Doppelpaar gewannen.
Im Jahr 2014 spielte er sich in Wimbledon zum ersten Mal in die dritte Runde eines Grand-Slam-Turniers, wo er Leonardo Mayer unterlag. Den Erfolg wiederholte er bei den US Open und verlor in der dritten Runde gegen Andy Murray. Hierdurch und durch gute Ergebnisse auf der Challenger Tour platzierte er sich erneut unter den Top 100 der Welt und konnte sich für längere Zeit etablieren.
2015 gewann Kusnezow innerhalb von zwei Wochen in Italien zwei weitere Challenger-Titel, in Manerbio und Como. Mit seinem Achtelfinaleinzug bei den Australian Open konnte er 2016 sein bestes Einzelergebnis bei einem Grand-Slam-Turnier erreichen. Er kassierte dann eine Niederlage gegen den Franzosen Gaël Monfils. Er vertrat Russland außerdem bei den Olympischen Sommerspielen 2016 im Herreneinzel. Mit Platz 39 im April des Jahres konnte er sein bestes ATP-Ranking erreichen. 2017 stand er auf der ATP Tour in Sydney zum ersten Mal in einem Halbfinale, das er gegen den Briten Daniel Evans verlor.
Zwischen 2018 und 2020 konnte er aufgrund einer Hüftverletzung für 2 Jahre und 7 Monate kein Match bestreiten. Nach der Verletzungspause spielte er vor allem auf der Future- und auf der Challenger-Tour. In Nur-Sultan konnte er seinen ersten Titel nach der Verletzung gewinnen.
2013 gab er sein Debüt für die russische Davis-Cup-Mannschaft. Bis 2017 wurde er für sechs Begegnungen nominiert. Er konnte acht seiner neun Matches gewinnen.

## Persönliches
Kusnezow wuchs mit einem Bruder auf. Nach seinem Schulabschluss studierte er an der Russischen Staatlichen Universität für physische Erziehung, Sport, Jugend und Tourismus in Moskau.
Er ist verheiratet und hat mit seiner Frau einen 2019 geborenen Sohn.

## Erfolge
| Legende (Anzahl der Siege)  |
| Grand Slam                  |
| ATP World Tour Finals       |
| ATP World Tour Masters 1000 |
| ATP World Tour 500          |
| ATP World Tour 250          |
| ATP Challenger Tour (13)    |

### Einzel

#### Turniersiege
| Nr. | Datum              | Turnier    | Belag     | Finalgegner                 | Ergebnis        |
| --- | ------------------ | ---------- | --------- | --------------------------- | --------------- |
| 1.  | 29. April 2012     | Neapel     | Sand      | Jonathan Dasnières de Veigy | 7:66, 7:66      |
| 2.  | 16. September 2012 | Todi       | Sand      | Paolo Lorenzi               | 6:3, 2:0 aufgg. |
| 3.  | 23. September 2012 | Trnava     | Sand      | Adrian Ungur                | 6:3, 6:3        |
| 4.  | 30. September 2012 | Lermontow  | Sand      | Farrux Doʻstov              | 6:77, 6:2, 6:2  |
| 5.  | 4. Mai 2014        | Ostrava    | Sand      | Miloslav Mečíř junior       | 2:6, 6:3, 6:0   |
| 6.  | 30. August 2015    | Manerbio   | Sand      | Daniel Muñoz de la Nava     | 6:4, 3:6, 6:1   |
| 7.  | 6. September 2015  | Como       | Sand      | Daniel Brands               | 6:4, 6:3        |
| 8.  | 25. Juli 2021      | Nur-Sultan | Hartplatz | Jason Kubler                | 6:3, 2:1 aufgg. |

### Doppel

#### Turniersiege
| Nr. | Datum              | Turnier      | Belag     | Partner               | Finalgegner                              | Ergebnis         |
| --- | ------------------ | ------------ | --------- | --------------------- | ---------------------------------------- | ---------------- |
| 1.  | 18. November 2012  | Marbella     | Sand      | Javier Martí          | Emilio Benfele Álvarez Adelchi Virgili   | 6:3, 6:3         |
| 2.  | 3. Mai 2014        | Ostrava      | Sand      | Adrián Menéndez       | Alessandro Motti Matteo Viola            | 4:6, 6:3, [10:8] |
| 3.  | 9. August 2014     | Prag         | Sand      | Toni Androić          | Roberto Maytín Miguel Ángel Reyes Varela | 7:5, 7:5         |
| 4.  | 11. Januar 2015    | Happy Valley | Hartplatz | Alexander Nedowessow  | Alex Bolt Andrew Whittington             | 7:5, 6:4         |
| 5.  | 19. September 2015 | Istanbul     | Hartplatz | Oleksandr Nedowjessow | Aleksandre Metreweli Anton Saizew        | 6:2, 5:7, [10:8] |

#### Finalteilnahmen
| Nr. | Datum            | Turnier | Belag         | Partner        | Finalgegner                   | Ergebnis |
| --- | ---------------- | ------- | ------------- | -------------- | ----------------------------- | -------- |
| 1.  | 12. Februar 2017 | Sofia   | Hartplatz (i) | Michail Jelgin | Viktor Troicki Nenad Zimonjić | 4:6, 4:6 |

## Abschneiden bei Grand-Slam-Turnieren

### Einzel
| Turnier         | 2010 | 2011 | 2012 | 2013 | 2014 | 2015 | 2016 | 2017 | 2018 | 2019 | 2020  | 2021 | 2022 | Karriere |
| --------------- | ---- | ---- | ---- | ---- | ---- | ---- | ---- | ---- | ---- | ---- | ----- | ---- | ---- | -------- |
| Australian Open | —    | Q1   | —    | 2    | —    | 2    | AF   | 1    | —    | —    | —     | Q1   | Q1   | AF       |
| French Open     | —    | Q3   | 1    | 1    | Q3   | 3    | 2    | 1    | —    | —    | Q3    | Q2   | 1    | 3        |
| Wimbledon       | 1    | Q2   | 1    | 2    | 3    | Q2   | 3    | 1    | —    | —    | n. a. | Q2   |      | 3        |
| US Open         | —    | —    | —    | 1    | 3    | —    | 3    | 1    | —    | —    | 2     | —    |      | 3        |

Zeichenerklärung: S = Turniersieg; F, HF, VF, AF = Einzug ins Finale / Halbfinale / Viertelfinale / Achtelfinale; 1, 2, 3 = Ausscheiden in der 1. / 2. / 3. Hauptrunde; Q1, Q2, Q3 = Ausscheiden in der 1. / 2. / 3. Runde der Qualifikation; n. a. = nicht ausgetragen